# Georges Burou
Georges Burou, né Georges-Félix Burou le 6 septembre 1910 à Tarbes (France) et mort le 21 décembre 1989 à Mohammedia (Maroc), est un gynécologue français qui dirigea une clinique, la Clinique du Parc à Casablanca au Maroc.
Il est connu pour avoir innové dans le domaine de la chirurgie de réattribution sexuelle pour les femmes trans.

## Biographie
Georges Burou est le fils d'un professeur de français né en Algérie. Il grandit à Oran où il décroche un diplôme de gynécologie obstétrique et devient chef de cliniques des hôpitaux d'Alger. Au début de la Seconde Guerre mondiale, en 1939, il ouvre une clinique gynécologique[réf. nécessaire].
Au cours des années 1940, il déménage à Casablanca au Maroc, officiellement à la suite de déboires amoureux. En fait, il aurait été radié de l'ordre des médecins en conséquence de sa pratique illégale des IVG. Pendant la guerre, il a la fonction de docteur[Quoi ?] dans la 4e Division de montagne franco-marocaine en 1944 et participe à la libération de l'Alsace[réf. nécessaire].
À Casablanca, il ouvre la Clinique du Parc au 13, rue du capitaine de frégate Jacques Lapébie. Il devient rapidement connu pour les IVG qu'il continue de pratiquer, ainsi que pour des opérations de fécondation in vitro. À partir du milieu de 1956, il commence également à pratiquer des opérations de réattribution sexuelle sur des patients transgenres. Il en effectuera plus de 800.
Parmi les patients connus, on compte des membres de la troupe de la revue du cabaret du Carrousel de Paris tels que Coccinelle en 1956, Bambi en 1958, April Ashley et Capucine en 1960.  Ainsi que : en 1956 Jenny (la premiere), en 1957 Jeannette Jousselot, en 1961 Gloria Greaves, Benjamin en 1964 (patient examiné par Richard Green), en 1968 Risa Bella (connue sous le nom de Naughty Lola), en 1969 Jacqueline Galiaci, en 1970 Della Aleksander, Michael Brinkle et Lyn Raskin, en 1971 Corine van Tongerloo et Colette Berends, en 1972 l'écrivain britannique Jan Morris, Carrol Riddell et Nana, en 1973 Jean Lessenich et Karūseru Maki, en 1975 Vanessa Van Durme et en 1980 Marcella Di Folco. Des rumeurs lui attribuent également la supposée opération de réattribution d'Amanda Lear en 1963.
Selon l'autobiographie d'April Ashley, quand son mari voulut que leur mariage soit annulé comme un pseudo-mariage entre deux hommes, April contacta le docteur Burou pour témoigner ou envoyer une attestation sur son état. Il ne répondit jamais. Toujours selon Ashley, les interventions chirurgicales du docteur Burou étaient exécutées dans un sous-sol sombre et sordide[réf. nécessaire]. Corinne van Tongerloo raconte avoir été opérée par un homme torse nu, qui ne portait que « quelque chose qui ressemblait à un tablier de boucher ».
En février 1973, il présente un rapport sur ses pratiques au Congrès médical de la transsexualité, à l’université de Stanford aux États-Unis. La même année, à l'invitation du Collège des hôpitaux de Paris, présente son traitement au Congrès international de sexologie à Paris.
Georges Burou décède en 1987 dans un accident de navigation au large de Mohammedia.
Certains chirurgiens, dont Stanley Biber, ont crédité les méthodes du docteur Burou comme la base de leurs techniques. Le docteur Burou est mentionné dans le livre de Jan Morris sous les initiales de Dr B. Le docteur Burou influença plus tard la carrière du chirurgien esthétique William David Foerester.

## Publication
- (en-US) Georges Burou, Male to Female Transformation, Donald R. Laub & Patrick Gandy (éd.) in Proceedings Of The Second Interdisciplinary Symposium On Gender Dysphoria Syndrome, Stanford University School of Medicine, 1973.

### Filmographie
- ((nl + fr + en) ) Michiel van Erp, I am a woman now, 2011, Idfa'S Delicatessen. Documentaire sur cinq femmes trans (April Ashley, Marie-Pierre Pruvot, Corinne van Tongerloo, Jean Lessenich et Colette Berens) opérées à Casablanca par le Docteur Burou.